# Métropole orthodoxe de Carthage
La Métropole orthodoxe de Carthage (grec moderne : Ιερά Μητρόπολη Καρθαγένης) est une juridiction du Patriarcat orthodoxe d'Alexandrie en Afrique du Nord. Son siège est à Tunis. Son territoire comprend la Tunisie, l'Algérie, le Maroc, la Mauritanie et le Sahara occidental.

## Histoire
La Métropole de Carthage fut établie par un décret synodal et patriarcal en 1931. Entre 1959 et 2004, elle engloba la Métropole de Tripoli.

## Évêques
- Constantin (Katsarakis) (ru) (20 décembre 1931 - 27 novembre 1939)
- Parthénios (Koïnidis) (5 décembre 1958 - 23 février 1987)
- Irénée (Talambekos) (ru) (14 juin 1990 - 28 novembre 1994)
- Chrysostome (Papadopoulos) (ru) (23 septembre 1997 - 11-septembre 2004)
- Alexis (Leontaritis) (ru) (28 novembre 2004 — 5 septembre 2016)
- Meletios (Koumanis) (depuis le 17 novembre 2016)